# Théâtre du Vieux Saint-Étienne
Pour les articles homonymes, voir Église Saint-Étienne.
Le Théâtre du Vieux Saint-Étienne est une salle de théâtre rennaise.
L'ancienne église Saint-Étienne datant du XIIe siècle, ancienne chapelle du couvent des Augustins, se situe en contrebas de la place Sainte-Anne, en face de l'ancien hôpital militaire Ambroise Paré.
L’ancienne église Saint-Étienne a été inscrite au titre des  monuments historiques par arrêté du 9 novembre 1926,,.

## Histoire
L'église paroissiale Saint-Étienne est mentionnée au XIIe siècle. L'édifice actuel est une reconstruction de la seconde moitié du XVe siècle, le lambris de couvrement de la nef de cette époque a été supprimé lors des travaux de 1975, mais les nervures des fausses voûtes en bois du bas-côté sud ont été sauvegardées. Quelques aménagements ont eu lieu au XVIe siècle, la fenêtre du bras nord du transept porte la date 1553, et la niche placée dans la sixième pile nord, celle de 1563. Le clocher-porche aménagé contre le bras sud porte la date de 1743, il était couronné d'un bulbe jusqu'au milieu du XIXe siècle. 
Le maire de Rennes Toussaint-François Rallier du Baty y fut inhumé en 1734. 
Le culte fut transféré en 1791 dans l'église des Augustins qui devient la nouvelle église Saint-Étienne de Rennes.
L'église a été acquise par la ville en 1969 après avoir servi de magasin pour le Génie militaire de Rennes.
En 1985, elle fut  transformée en théâtre par la ville de Rennes et mise à disposition pour le théâtre de l'Alibi, compagnie Daniel Dupont jusqu'en 1993.
Depuis 2012, le festival Maintenant investi le Théâtre du Vieux St-Étienne tous les ans en octobre pour y présenter des expositions, performances et concerts autour des arts numériques. 
En 2017, le Théâtre du Vieux Saint-Étienne, devient un " Laboratoire permanent pour les arts du cirque "  5 mois de l'année (de mai à septembre) et permet à l'association AY-ROOP d'y déployer son projet global (accompagnement d'artistes, résidences, festival, actions artistiques et culturelles)

## Architecture
Plan en croix latine, lambris de couvrement pour la nef et le transept, voûte d'ogives en bois pour le bas-côté sud, toit en pavillon pour la tour du clocher, façade latérale à pignons multiples, clocher latéral, chevet plat, style gothique, clocher de style baroque.